# Ентоні Берджес
Джон Ентоні Берджес Вілсон (англ. John Anthony Burgess Wilson; літературні псевдоніми: Ентоні Берджес, Джозеф Келл, Ентоні Пауел, Ентоні Джилверн; 25 лютого 1917, Манчестер — 22 листопада 1993, Лондон) — англійський письменник, композитор і літературний критик.

## Біографія

### Дитинство, школи, університети
Ентоні Берджес народився у католицькій родині середнього класу. Його батько працював удень книговодом на м'ясоринку, а вечорами підробляв, граючи на фортепіано в манчестерському пабі. Після смерті його матері (1919) від іспанського грипу Ентоні жив у тітки; згодом, коли батько одружився знову, ним заопікувалася мачуха Маргарет Дуаєр.
Початкову освіту Ентоні набув у католицьких школах Святого Едмунда та Єпископа Білсбороу; середню  — в Ксаверській колегії. Коли звірився батькам, що хоче стати композитором, то йому вдома відраджували через непоплатність такої кар'єри. Вікторіянський університет у Манчестері, із черги, відмовив у вступі на музичний факультет: у хлопця були погані оцінки з фізики — залишилось йому студіювати англійську мову й літературу (1937—1940) та завершити гуманістичні студії бакалавратом у цій ділянці.

### Військова служба й вчителювання у військових школах
Під час Другої світової війни Берджес служив у медичному корпусі британської армії. У 1942 одружився з Лінн Ішервуд Джоне; у 1944 році вона була побита та зґвалтована чотирма американськими дизертирами. Дружина втратила дитину, почала зловживати алкоголем — і в 1968 від цирозу печінки померла.

### Кар'єра
Між роками 1946—1950 Берджес викладав у Бірмінгемському університеті, працював у регіональних закладах Міністерства освіти, вчителював у Бенбері. До 1959 Берджес писав порівняно мало, натомість інтенсивно студіював мистецтво музичної композиції. Перший роман «Краєвид з фортечного муру» («А Vision of Battlement») написав у 1949, проте він вийшов друком аж у 1965. Сюжетною основою твору лягла Вергілієва «Енеїда», а в стильовій манері автора роману виразно простежується вплив Дж. Джойса.
У 1954 р. Берджеса призначено одним із освітніх функціонерів колоніальної адміністрації у Малайзії та Брунеї. Тут з'явилася його «Малайська трилогія»: романи «Час тигра» («Time for a Tiger», 1956), «Ворог під ковдрою» («The Enemy in the Blanket», 1958), «Ліжка на Сході» («Beds in the East», 1959). У цих (значною мірою — автобіографічних) творах Берджес намагається проаналізувати складний процес поступового фізичного й духовного спустошення британського невдахи-чиновника, який усвідомлює безперспективність і абсурдність своєї діяльності в умовах гострої кризи колоніальної системи — і посилення боротьби корінного населення за незалежність своєї країни.

### Хвороба і митецьке піднесення
З підірваним здоров'ям у 1959 Берджес повернувся в Англію: лікарі діагностували у Берджеса пухлину головного мозку, попередивши, що жити йому залишилося не більше року. Привид наступаючої смерті змусив письменника гарячково працювати — і хоча згодом з'ясувалося, що поставлений йому діагноз був хибним, — упродовж наступних 33 років він опублікував понад 50 книжок художньої прози і сотні журналістських статей, рецензій та есе (Берджес — це дошлюбне прізвище матері письменника, яке він узяв собі за псевдонім, і більшість його творів побачили світ саме під цим ім'ям). Він також публікувався під псевдонімом Джозеф Келл  — і одного разу навіть написав рецензію на свій роман «Таємний містер Ендербі» («Inside Mr Enderby», 1963), надрукований під цим ім'ям: редактор однієї з британських газет надіслав Берджесу цю книгу на рецензію, не маючи й гадки про те, що Джозеф Келл і Берджес — одна й та сама людина.
Після смерті першої дружини у 1968 письменник одружився з графинею-італійкою — і відтоді більшість часу проводив у континентальній Європі та США. Проте навіть перебуваючи за кордонами Британії, він часто з'являвся у телепрограмах і правильно публікував статті у популярних британських газетах. Сам він багато подорожував: у першій половині 70-х років на запрошення провідних американських університетів (Принстон, Нью-Йорк) він жив і викладав у США, а коли померла його друга дружина письменник жив на Мальті (1975—1983).
Упродовж 70—80 pp. XX ст. Берджес опублікував близько 30 книг, серед яких вирізняється роман «Сили земні» («The Earthly Powers», 1980), який критики вважають вершиною його творчості. Головним героєм роману (і водночас — оповідачем) є 81-річний письменник-гомосексуал Кеннет Тумі, образ якого до певної міри пов'язаний з постаттю С. Моема. Крім того, у «Силах земних» дотепно змальовано чимало кумедних ситуацій, учасниками яких виступають інші видатні літератори XX ст.

## Спрямування творчості
Упродовж 1960—1964 pp. Берджес написав одинадцять романів. У «Неповноцінному насінні» («The Wanting Seed», 1962) він змальовує перенаселену Англію майбутнього, яка по черзі безпорадно знемагає під владою ліберальних і тоталітарних режимів, що змінюють одне одного біля керма влади. У 1962 р. побачив світ і найвідоміший науково-фантастичний роман Берджеса Механічний апельсин («A Clockwork Orange») — твір, актуальний на тлі зростання активності підліткових банд і поширення застосування елементів біхевіористської теорії Б. Ф. Скіннера у практиці в'язниць та інших виправних установ, психіатричних клінік і притулків.
Роман «Механічний апельсин» посідає 42 рядок у Рейтингу 100 найкращих книг усіх часів журналу Ньюсвік.
Сюжет «Механічного апельсина» розгортається у майбутньому Лондоні, а мовою роману є так звана «надцат» — химерна суміш циганської говірки, російського, англійського й американського сленгу, вряди-годи пересипана фрагментами сатиричної прози в дусі «Бостонців» Г. Джеймса. Авторський задум певною мірою формувався під впливом його поїздки у 1961 в СРСР. Перебуваючи в Ленінграді, у письменника була нагода поспостерігати за тамтешніми «стилягами», і згодом спародіював їхній жаргон та манеру одягатися у «Механічному апельсині».
У цьому своєму найвідомішому романі головний герой твору Алекс — є неповнолітній злочинець, який ґвалтує й убиває людей. Згодом Алекса заарештовують і кидають до в'язниці, де він погоджується на своєрідне «промивання мізків», яке має змінити його жорстоку вдачу і схильність до агресії. Психіатричний експеримент призводить до неочікуваних наслідків: Алекс виходить з тюрми безвольною, жалюгідною істотою, непристосованою для нормального життя в суспільстві.
Відтак автор пропонує замислитися над альтернативою: збереження свободи волі (навіть якщо нею можуть скористатися злочинці) чи перетворення суспільно небезпечних людей у «добрих» громадян, які, проте, такої свободи не мають. Знаменно, що оригінальне (лондонське) видання книги завершується фінальним розділом, у якому Алекс з оптимізмом дивиться у добропорядне майбутнє. Натомість американська версія роману має похмурий кінець — Алекс, зрештою, повертається до своєї природної, злої суті: «Але ви, брати мої, згадуйте вряди-годи, яким колись був малюк Алекс. Амінь. І весь отой кал.»
До проблем, окреслених у «Механічному апельсині», Берджес згодом повертався ще не раз (зокрема, у романах «Ендербі: галопом по Європах» («Enderby outside», 1968) та «Механічний заповіт, або Кінець Ендербі» («The Clockwork Testament, Or Enderby's End», 1975). Головним героєм цих книг є поет-нонконформіст Ендербі (alter ego автора), устами якого Берджес ущипливо іронізує над споживацькими ідеалами сучасного суспільства, мізерністю його духовних запитів.
Романи Берджеса характеризуються мовною винахідливістю і насичені елементами соціальної сатири. А з його автобіографій — «Малий Вілсон і великий Бог»(«Little Wilson and Big God», 1987) і «Ти відбув свій час» («You've had your time», 1990) — перед очима читачів постає складна, сповнена болісних вагань і сумнівів, особистість, яка має дуже мало спільного з розтиражованим у мас-медіа його публічним образом.
Берджес написав ще й кілька кіносценаріїв і літературознавчих праць: він був фахівцем з творчості В. Шекспіра і Дж. Джойса. Серед музичних творів Берджеса — кілька симфоній, балет і опера. А його музичну версію роману Дж. Джойса «Улісс» навіть транслювали по британському радіо під час урочин, присвячених сторіччю від дня народження славетного ірландця.

## Екранізації творів
У 1971 р. американський режисер С. Кубрик зняв фільм за романом Берджеса. Роль Алекса у цій стрічці, яка майже одразу стала культовою, виконав британський актор М. Макдауел. А невдовзі, у 1972 p., кінострічку «Механічний апельсин» було номіновано на 4 премії «Оскар», проте фільм не отримав жодної нагороди.